# Саїд Аль-Овайран
Саїд Аль-Овайран (араб. سعيد العويران; нар. 19 серпня 1967, Ер-Ріяд) — саудівський футболіст, що грав на позиції півзахисника.
Виступав протягом усієї кар'єри за клуб «Аль-Шабаб», а також національну збірну Саудівської Аравії. За опитуванням IFFHS посів шосте місце у списку найкращих футболістів Азії ХХ століття. Футболіст року в Азії 1994 року.
Широко відомий як автор одного з найвидовищних голів в історії чемпіонатів світу, забитого ним у ворота збірної Белігії на ЧС-1994.

## Клубна кар'єра
У дорослому футболі дебютував 1988 року виступами за команду клубу «Аль-Шабаб», кольори якої і захищав протягом усієї своєї кар'єри гравця, що тривала чотирнадцять років.  Більшість часу, проведеного у складі «Аль-Шабаба», був основним гравцем команди. У складі «Аль-Шабаба» був одним з головних бомбардирів команди, маючи середню результативність на рівні 0,4 голу за гру першості та забивши загалом 238 голів у чемпіонаті.
Після тріумфального виступу на чемпіонаті світу 1994 року мав пропозиції перейти до європейських клубів, проте залишився на батьківщині через заборону футболістам Саудівської Аравії грати за кордоном. 1996 року ігрова кар'єра Аль-Овайрана переривалася на рік через заборону участі у футбольних матчах — частина покарання за порушення релігійних заборон, після того, як його було помічено у компанії жінок за вживанням алкоголю під час Рамадана.

## Виступи за збірну
1991 року дебютував в офіційних матчах у складі національної збірної Саудівської Аравії. Протягом кар'єри у національній команді, яка тривала 8 років, провів у формі головної команди країни 75 матчів, забивши 24 голи.
Учасник фінальних частин двох чемпіонатів світу — 1994 року в США та 1998 року у Франції. На футбольних полях Сполучених Штатів був співавтором найвизначнішого успіху саудівських футболістів на мундіалаях — виходу до стадії плей-оф турніру. При цьому Саудівська Аравія забезпечила собі друге місце у групі саме завдяки голу Аль-Овайрана, який встановив остаточний рахунок 1:0 в останній гри групового етапу проти збірної Бельгії. Крім визначального турнірного значення цей гол увійшов до історії чемпіонатів світу як один з найвидовищних — саудівець отримав м'яч в середині власної половини поля і здійснив індивідуальний рейд до карного майданчика суперників, обігравши п'ятьох бельгійців і перекинувши їх воротаря Мішеля Прюдомма, який вийшов на перехоплення. Хоча гол відбувся значною мірою через пасивність захисників збірної Бельгії, які просто супровджували Саїда протягом значної частини забігу, він став однією з найяскравіших постатей турніру, на батьківщині отримав прізвисько арабський Марадона, Rolls-Royce у подарунок і зірковий статус. Пізніше того ж року його було обрано футболістом 1994 року в Азії.
Також був учасником кубка Азії з футболу 1992 року в Японії, де разом з командою здобув «срібло», а також трьох розіграшів Кубка Конфедерацій: 1992, 1995 і 1997 років, 

## Титули і досягнення
- Срібний призер Кубка Азії: 1992
- Переможець Кубка націй Перської затоки: 1994
- Футболіст року в Азії: 1994